# Reunion (30 Rock)
"Reunion" é o quinto episódio da terceira temporada da série de televisão de comédia de situação norte-americana 30 Rock, e o 41.° da série em geral. O seu argumento foi escrito pelo produtor supervisor Matt Hubbard e foi realizado por Beth McCarthy-Miller. A sua transmissão nos Estados Unidos ocorreu na noite de 4 de Dezembro de 2008 através da rede de televisão National Broadcasting Company (NBC). Dentre as estrelas convidadas para o episódio, estão inclusas Robyn Lively, Jason Kravits, Janel Moloney, Diane Neal, Steve Witting, Marceline Hugot, e Rip Torn.
No episódio, Liz Lemon (interpretada por Tina Fey) não deseja participar da reunião dos colegas do ensino secundário, mas o seu chefe Jack Donaghy (Alec Baldwin) acaba conseguindo persuadí-la a comparecer. Enquanto isso, o director executivo da General Electric (GE), Don Geiss (Torn) afinalmente desperta do seu coma apenas para informar a Jack a sua decisão de permanecer na presidência da GE. Ao mesmo tempo, Tracy Jordan (Tracy Morgan) e Jenna Maroney (Jane Krakowski) sentem-se ameaçados pelo estagiário Kenneth Parcell (Jack McBrayer) quando ele entretém os utentes do elevador do Prédio GE mais do que eles dois.
No geral, embora não universalmente, "Reunion" foi recebido com aclamação crítica por analistas de televisão do horário nobre, com elogios sendo atribuídos ao desempenho de Witting, Baldwin e Fey. Esta última acabou recebendo uma nomeação a um Prémio Emmy do horário nobre pela sua performance, assim como a realizadora McCarthy-Miller e o argumentista Matt Hubbard. Além disso, o episódio rendeu a 30 Rock o seu terceiro consecutivo e último Emmy de Melhor Série de Comédia. De acordo com os dados publicados pelo serviço de registo de audiências Nielsen Ratings, "Reunion" foi assistido por 7,20 milhões de telespectadores norte-americanos durante a sua transmissão original e foi-lhe atribuída a classificação de 3,4 e oito de share no perfil demográfico dos telespectadores entre os dezoito aos 49 anos de idade.

## Produção
"Reunion" é o quinto episódio da terceira temporada de 30 Rock. O seu argumento foi escrito pelo produtor supervisor Matt Hubbard, sua quinta vez a trabalhar em um guião para o seriado, e foi realizado por Beth McCarthy-Miller, que recebeu o seu quarto crédito pela realização de um episódio da série. McCarthy-Miller já integrou a equipa do Saturday Night Live (SNL), um programa de televisão humorístico norte-americano transmitido pela NBC no qual Tina Fey — criadora, produtora executiva, argumentista-chefe e actriz principal em 30 Rock — foi argumentista-chefe entre 1999 e 2006. Vários membros do elenco do SNL já fizeram uma participação em 30 Rock. Eles são: Will Ferrell, Jimmy Fallon, Amy Poehler, Julia Louis-Dreyfus, Bill Hader, Jason Sudeikis, Tim Meadows, Molly Shannon, Siobhan Fallon Hogan, Gilbert Gottfried, Chris Parnell, Bobby Moynihan, Rachel Dratch, Will Forte, Jan Hooks, Horatio Sanz, e Rob Riggle. Ambos Fey e Tracy Morgan fizeram parte do elenco principal do SNL, com Fey sendo ainda a apresentadora do segmento Weekend Update. Outros membros da equipa de 30 Rock que trabalharam em SNL são John Lutz, argumentista emntre 2003 a 2010, e Steve Higgins, argumentista e produtor do SNL desde 1995. O actor Alec Baldwin apresentou o SNL por dezassete vezes, o maior número de episódios por qualquer personalidade.

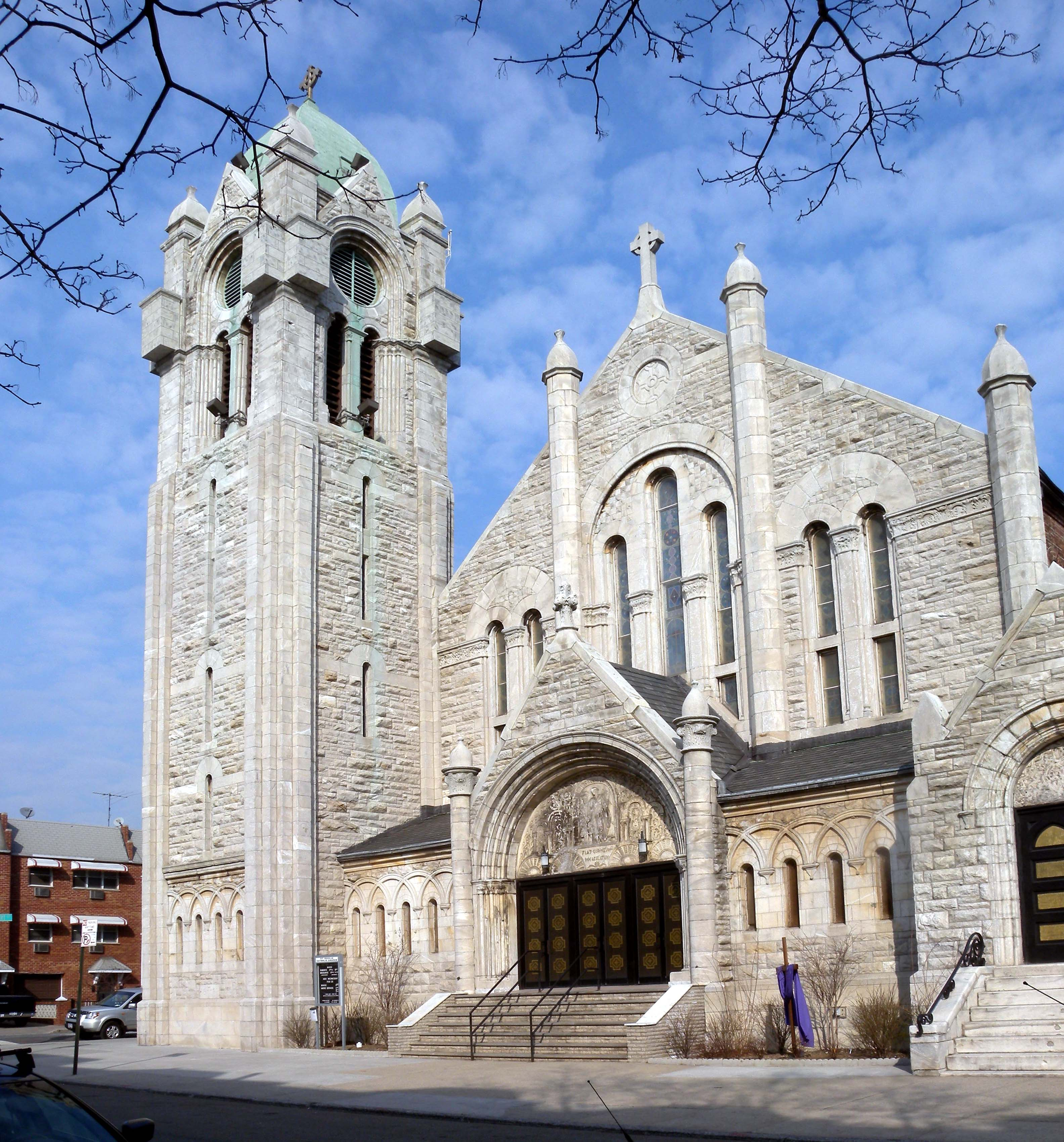
A Igreja Católica de Santa Cecília serviu como locação para a escola secundária na qual aconteceu a reunião de colegas do ensino secundário em "Reunion."

"Reunion" marcou a sexta participação do actor Rip Torn como Don Geiss, director executivo da GE, neste seriado, assim como também a sexta da actriz Marceline Hugot, que dá vida a Kathy Geiss, filha de Don. De princípio, as actrizes Blake Lively e Leighton Meester foram anunciadas em Setembro de 2008 como as participações especiais para "Reunion," episódio no qual apareciam em sequências de analepse interpretando duas antigas colegas de Liz no ensino secundário. Entretanto, tal não viria a se concretizar, apesar de ambas Lively e Meester serem integrantes do elenco de Gossip Girl, seriado filmado lado-a-lado com 30 Rock nos Estúdios Silvercup na Cidade de Nova Iorque. Então, a actriz Robyn Lively, meia-irmã de Blake, acabou estrelando em "Reunion" como Kelsey Winthrop, uma antiga colega de Liz. Outras participações especiais em "Reunion" foram as de Susan Barrett, Janel Moloney, Diane Neal, e Steve Witting, todos eles desempenhando antigos colegas de Liz no ensino secundário. A Igreja Católica de Santa Cecília serviu como locação para a escola secundária na qual todos eles celebram a reunião de colegas.
Neste episódio, Liz diz a frase "I want to go to there" (em português:  "Eu quero ir para lá") por duas vezes. Segundo Fey, esta frase foi inventada pela sua filha Alice, que na altura tinha dois anos de idade. Em entrevista ao jornal New York Daily News, Jane Krakowski revelou que "alguns dos grandes bordões de 30 Rock vieram de Alice. Tipo, 'I want to go [to ]there!' —– essa é Alice. É tão engraçado porque eu ouço as pessoas dizerem isso na rua, e aquela era a filha [de Tina]!" A subtrama de "Reunion" que envolve Tracy e Kenneth a contarem piadas no elevador do Prédio GE é também baseada em uma actividade antigamente desempenhada por Tracy Morgan na vida real. O actor realizava os seus pequenos concertos de comédia stand-up em elevadores para fazer o público rir. A piada sobre a não-existência de porto-riquenhos nos filmes da franquia de ficção científica Star Trek era contada por ele nos seus pequenos espetáculos.
Apesar dos seus nomes terem sido listados ao longo da sequência de créditos finais, os actores Scott Adsit, Judah Friedlander, Katrina Bowden, e Keith Powell — intérpretes de Pete Hornberger, Frank Rossitano, Cerie Xerox, e James "Toofer" Spurlock em 30 Rock, respectivamente — não participaram de "Reunion."

## Enredo
Liz Lemon (Tina Fey) recebe um convite para uma reunião dos colegas do ensino secundário na sua cidade natal de White Haven em Pensilvânia. Inicialmente, fica relutante em participar, pois naquele tempor era uma croma solitária, mas acaba sendo convencida a comparecer pelo seu chefe Jack Donaghy (Alec Baldwin), a quem foi revelado por Don Geiss (Rip Torn), que finalmente despertou do seu coma diabético, que Geiss continuará na sua posição de diretor executivo da GE. Perturbado com esta revelação, principalmente por Don ter escolhido Jack como o seu sucessor na direção executiva da GE, Jack decide passar férias em Miami e se oferece para deixar Liz em White Haven no caminho. Quando eles aterram em White Haven, deparam-se com uma grande tempestade de neve, forçando Jack a fica preso por lá. Liz vai à reunião e descobre que afinal de contas não era a croma quieta e solitária que achava ser, mas sim uma rapariga valentona e raivosa odiada por todos. Jack, em busca de um lugar para beber, acaba participando da reunião também, onde é confundido por um aluno popular chamando Larry Braverman. Ainda insatisfeito com a decisão de Geiss, ele acaba assumindo esta personalidade. Liz tenta recuperar a amizade dos seus antigos colegas de escola — Kelsey Whintrop (Robyn Lively), Erin O'Neil (Diane Neal), Rob Sussman (Steve Witting) e Diane (Susan Barrett) — sem sucesso. Então, Jack, como Larry Braverman, convence-os a perdoarem Liz. Porém, após uma ex-namorada (Janel Moloney) de Larry revelar que teve um filho com ele, Jack confessa a sua verdadeira identidade e escapa com Liz enquanto são vaiados. Liz volta a maltratar os seus antigos colegas de escola depois de descobrir a intenção deles de derramá-la com sangue do porco.
Enquanto isso, nos estúdios do TGS with Tracy Jordan, Tracy Jordan (Tracy Morgan) fica chocado quando Kenneth Parcell (Jack McBrayer) consegue tirar mais risadas dos utentes do elevador do Prédio GE do que ele. Então, pede ajuda a Jenna Maroney (Jane Krakowski), que também passa pelo mesmo embaraço e, em retaliação, começa a cantar "Wind Beneath My Wings," levando Kenneth a cantar "99 Bottles of Beer," à qual todos no elevador se juntam. Desse modo, as estrelas do TGS começam a fazer os seus deveres de estagiário da NBC, deixando Kenneth confuso. Tracy explica a Kenneth o que se está a passar, e o estagiário sente-se péssimo com isso e jura nunca mais voltar a lhes ofuscar.

### Análises da crítica

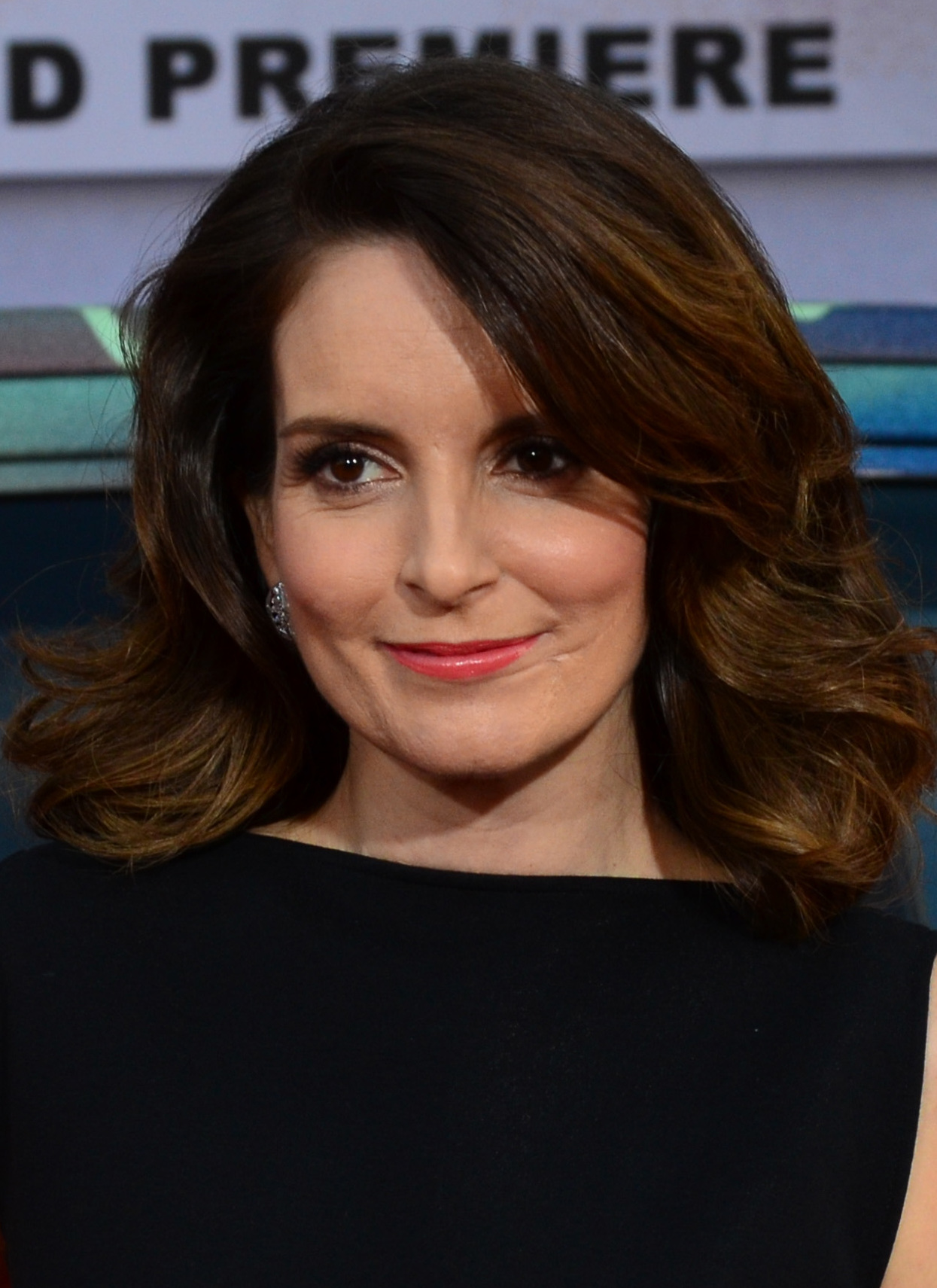
Além de ter sido aclamada por críticos de televisão, Tina Fey foi nomeada a um Prémio Emmy do horário nobre pelo seu desempenho em "Reunion."

### Prémios e nomeações

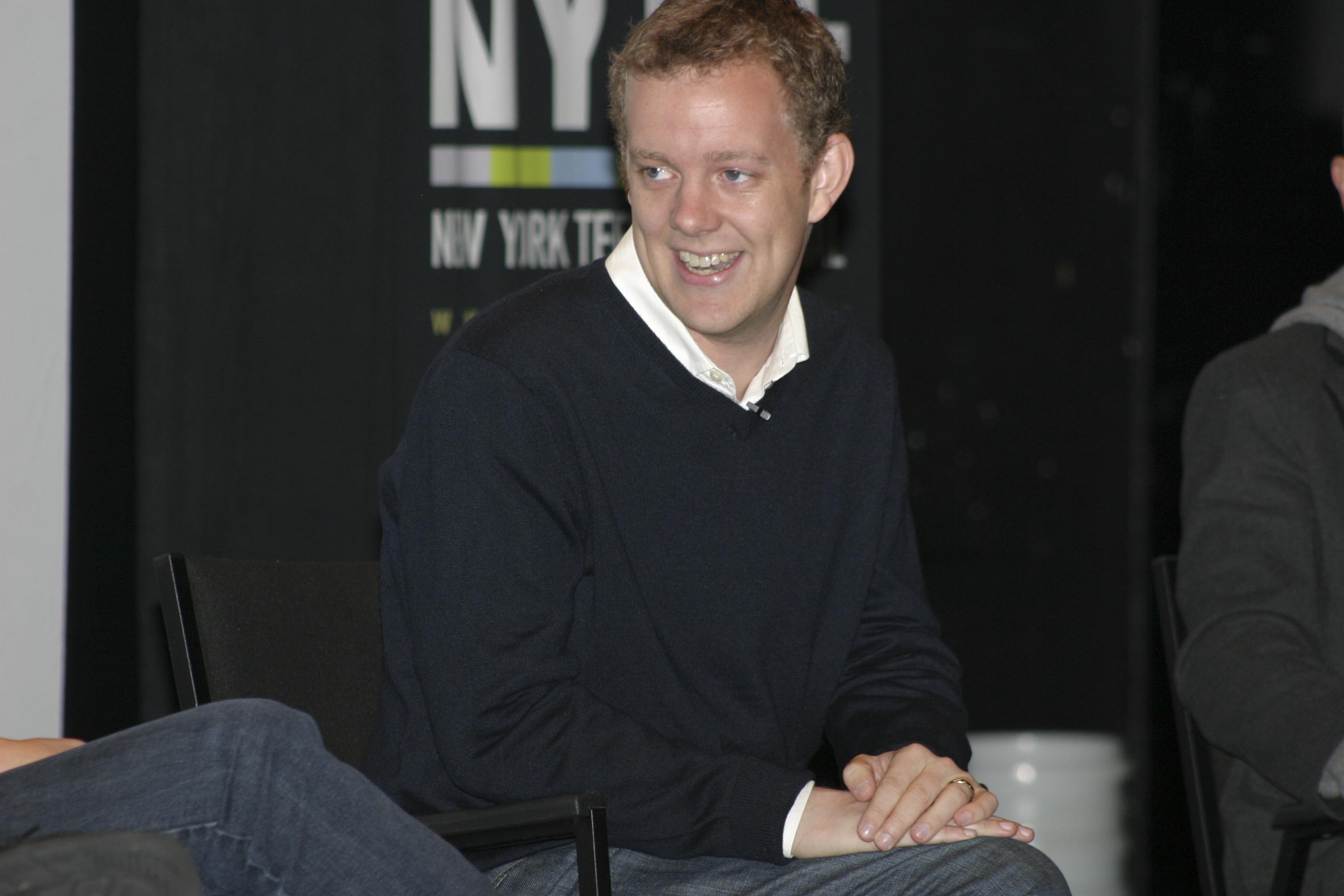
Matt Hubbard recebeu duas nomeações pelo seu trabalho no guião de "Reunion."